# Bazoges-en-Pareds
Bazoges-en-Pareds è un comune francese di 1 172 abitanti situato nel dipartimento della Vandea nella regione dei Paesi della Loira.

## Storia

### Simboli
Nello stemma è rappresentata la torre medievale fortificata di Bazoges-en-Pareds, divenuta simbolo del paese.

## Società

### Evoluzione demografica
Abitanti censiti